# Уговор о алотману
Уговор о алотману је уговор којим се угоститељ (нпр. хотел) обавезује да у току одређеног времена туристичкој агенцији стави на располагање одређени број лежаја у одређеном објекту, пружи угоститељске услуге лицима које упути агенција и за то јој плати одређену провизију, а туристичка агенција настоји да смештајне капацитете попуни, плати уговорену цену пружених услуга и обавести хотелијера када није у могућности да попуни ангажоване хотелске капацитете.
Ако уговором није друкчије одређено, сматра се да су смештаји угоститељских капацитета стављени на располагање за једну годину. (Члан 885 Закон о облигационим односима)
Уговор о алотману мора бити закључен у писменој форми. (Члан 886 З. О. О.)
На основу Закона о облигационим односима, потписници уговора о алотману имају доста обавеза и услова које морају да испуне.

## Обавезе туристичке агенције
- Обавеза обавештавања [Члан 887]

1. Туристичка агенција је дужна да обавештава угоститеља о току попуњавања смештајних капацитета.
2. Уколико није у могућности да попуни све ангажоване смештајне капацитете, туристичка агенција је дужна да у уговореним или уобичајеним роковима обавести угоститеља о томе и да му достави листу гостију, као и да у обавештењу одреди рок до кога угоститељ може слободно располагати ангажованим капацитетима.
3. Угоститељски капацитети који у листи гостију нису означени као попуњени, сматрају се слободним од дана пријема те листе од стране хотела за период на који се листа односи.
4. После протека тога рока туристичка агенција поново стиче право да попуњава ангажоване смештајне капацитете.

- Обавеза придржавања уговорених цена [Члан 888]

1. Туристичка агенција не може лицима која шаље у угоститељски објекат зарачунавати веће цене за угоститељске услуге од оних које су предвиђене уговором о алотману или угоститељским ценовником.

- Обавеза плаћања угоститељских услуга [Члан 889]

1. Уколико уговором није друкчије одређено, цену пружених угоститељских услуга плаћа угоститељу туристичка агенција после извршених услуга.
2. Угоститељ има право да захтева плаћање одговарајуће аконтације.

- Обавеза издавања посебне писмене исправе [Члан 890]

1. Туристичка агенција је дужна да лицима која шаље на основу уговора о алотману изда посебну писмену исправу (посебна писмена исправа).
2. Посебна писмена исправа гласи на име или на одређену групу, непреносива је и садржи налог угоститељу да пружи услуге које су у њој наведене.
3. Посебна писмена исправа служи као доказ да је лице клијент туристичке агенције која је са угоститељем закључила уговор о алотману.
4. На основу посебне писмене исправе врши се обрачун узајамних потраживања између туристичке агенције и угоститеља.

## Обавезе угоститеља
- Обавеза стављања на коришћење уговорених смештајних капацитета [Члан 891]

1. Угоститељ преузима коначну и неопозиву обавезу да у току одређеног времена стави на коришћење уговорени број лежаја и пружи лицима која упућује туристичка агенција услуге наведене у посебној писменој исправи.
2. Угоститељ не може уговорити са другом туристичком агенцијом ангажовање капацитета који су већ резервисани на основу уговора о алотману.

- Обавезе једнаког поступања [Члан 892]

1. Угоститељ је дужан да лицима које упути туристичка агенција пружи под истим условима услуге као и лицима са којима је непосредно закључио уговор о угоститељским услугама.

- Обавеза угоститеља да не мења цену услуга [Члан 893]

1. Угоститељ не може мењати уговорене цене ако о томе не обавести туристичку агенцију најмање шест месеци унапред, осим у случају промене у курсу размена валута које утичу на уговорену цену.
2. Нове цене могу се примењивати по истеку месец дана од њихове доставе туристичкој агенцији.
3. Нове цене неће се примењивати на услуге за које је већ достављена листа гостију.
4. У сваком случају измене цена немају дејство на резервације које је угоститељ потврдио.

- Обавеза плаћања провизије [Члан 894]

1. Угоститељ је дужан да туристичкој агенцији исплати провизију на промет остварен на основу уговора о алотману.
2. Провизија се одређује у проценту од цене извршених угоститељских услуга.
3. Уколико проценат провизије није одређен уговором, туристичкој агенцији припада провизија одређена општим условима пословања туристичке агенције или, ако ових више нема, пословним обичајима.

## Право туристичке агенције да одустане од уговора
- Право на одустанак од ангажованих смештајних капацитета [Члан 895]

1. Туристичка агенција може привремено одустати од коришћења ангажованих смештајних капацитета а да тиме не раскине уговор о алотману нити створи за себе обавезу накнаде штете угоститељу, уколико у уговореном року пошаље обавештење о одустанку од коришћења.
2. Ако рок обавештења о одустанку није одређен уговором, утврђује се на основу пословних обичаја у угоститељству.
3. У случају да обавештење о одустанку не буде послато у предвиђеном року, угоститељ има право на накнаду штете.
4. Туристичка агенција може одустати од уговора у целини без обавезе да накнади штету ако обавештење о одустанку пошаље у уговореном року.

- Обавеза туристичке агенције да попуни ангажоване капацитете [Члан 896]

1. Уговором о алотману се може предвидети посебна обавеза туристичке агенције да попуни ангажоване угоститељске капацитете. Ако у том случају не попуни ангажоване угоститељске капацитете, туристичка агенција је дужна да плати угоститељу накнаду по неискоришћеном лежају у дану. Туристичка агенција нема тада право да путем благовременог обавештења откаже уговор било делимично или у целини.